# اوندیل (آریزونا)
اوندیل (به انگلیسی: Avondale) شهری در شهرستان مریکوپا ایالت آریزونا است که در سرشماری سال ۲۰۱۰ میلادی، ۷۶٬۲۳۸ نفر جمعیت داشته است. اوندیل، به‌طور رسمی در تاریخ ۱۹۴۶ میلادی به‌عنوان یک شهر شناخته شد.